# Șiad
Șiad – wieś w Rumunii, w okręgu Arad, w gminie Craiva. W 2011 roku liczyła 251 mieszkańców. 